# 約翰·卡文迪許勳爵
約翰·卡文迪許勳爵（英語：Lord John Cavendish，1732年10月22日—1796年12月18日），英國輝格黨政治家，曾先後在1782年及1783年分別在羅金漢政府及波特蘭政府兩度短暫出任財政大臣。

## 生平

### 早年生涯
約翰·卡文迪許勳爵在1732年10月22日出生，父母分別是威廉·卡文迪許，第三代德文郡公爵及凱瑟琳·霍金斯（Catherine Hoskins）。約翰在家中七名兄弟姊姊中排行第六，對上有三名兄長及兩名胞姐，對下則有一名胞妹。約翰的長兄威廉後來繼承父親的公爵爵位，是為威廉·卡文迪許，第四代德文郡公爵，曾自1756年至1757年任首相。約翰早年曾在劍橋大學彼得豪斯學院受教，後於1753年取得文學碩士學位畢業。

### 政治生涯
卡文迪許從大學畢業後隨即投身政治，他在1754年4月15日當選下議院的多塞特威茅斯及墨爾庫姆雷吉斯（Weymouth and Melcombe Regis）選區議員，到1761年3月30日改任約克郡納爾斯伯勒（Knaresborough）選區議員，後又於1768年3月21日改任約克選區議員。在議會中，他成為輝格黨羅金漢侯爵一派的支持者，羅金漢在1765年7月出任首相時，他隨之獲委任為財政部委員，但很快就因羅金漢在1766年7月下野而卸任。
卡文迪許此後在議會處於在野狀態，一直到1782年3月，羅金漢侯爵隨著英國在美國獨立戰爭中戰敗而第二度出任首相，並在3月27日委任卡文迪許為財政大臣，同日他又獲委為樞密院顧問官。不過，羅金漢突然在同年7月1日死於任內，政府隨即出現分裂。羅金漢死後，喬治三世委任親皇室的內政大臣謝爾本伯爵接任首相，但外相查爾斯·詹姆士·福克斯及卡文迪許皆大表反對，並向喬治三世要求由波特蘭公爵出任首相。他們的請求被拒絕後，兩人與其他羅金漢黨人旋於7月從內閣辭職，謝爾本卻邀請托利黨的小皮特加入內閣，接任財相，使輝格黨進一步陷入嚴重分裂。
到翌年，福克斯與托利黨前首相諾斯勳爵組成「諾斯-福克斯聯盟」，成功在1783年4月擊倒謝爾本上台執政，並以波特蘭公爵擔任首相，約翰·卡文迪許勳爵遂第二度獲委任為財相。然而，與第一段任期一樣，他的第二段任期相當短促，波特蘭政府未幾在12月因《印度草案》被上院否決而垮台，卡文迪許隨之卸任財相。波特蘭下野後，首相一位由小皮特繼任，小皮特出任首相至1801年為止，卡文迪許亦再無到內閣供職。

### 晚年生涯
卡文迪許卸任財相後不久，就在1784年4月失去下院約克選區議席，退出下院。此後他一度淡出政壇，但在1794年5月22日當選德比郡選區議員而重返下院，後又於1796年年中的大選連任，但這時的卡文迪許已經時日無多。他在同年12月18日卒於兄長位於特威肯漢姆（Twickenham）的宅第，終年64歲。卡文迪許終生未婚，死時無子無女，其下院德比郡議席則由姪兒喬治·卡文迪許勳爵（Lord George Cavendish）取得。

## 榮譽
- P.C.（1782年3月27日）

## 外部連結
- 英國國家肖像博物館有關約翰·卡文迪許勳爵的肖像 （页面存档备份，存于）

| 官衔            | 官衔            | 官衔          |
| --------------- | --------------- | ------------- |
| 前任： 諾斯勳爵 | 財政大臣 1782年 | 繼任： 小皮特 |
| 前任： 小皮特   | 財政大臣 1783年 | 繼任： 小皮特 |